# Oltrona di San Mamette
Oltrona di San Mamette – miejscowość i gmina we Włoszech, w regionie Lombardia, w prowincji Como.
Według danych na rok 2004 gminę zamieszkuje 2097 osób, 1048,5 os./km².